# Lucien Martinet
Pour les articles homonymes, voir Martinet.
Lucien Martinet est un rameur français né le 3 mars 1879 à Bourges et mort le 10 juin 1903 à Paris.

## Biographie
Lucien Martinet, membre du Club Nautique de Paris puis de la Société Nautique de la Marne, remporte la médaille d'or en deux de couple avec Clément Dorlia aux Championnats d'Europe d'aviron 1898 à Turin.
Il dispute avec René Waleff et un barreur inconnu l'épreuve de deux avec barreur aux Jeux olympiques d'été de 1900 à Paris et remporte la médaille d'argent. La même année, il est médaillé d'or en deux avec barreur aux Championnats d'Europe.